# Leffler Sámuel
Leffler Sámuel (Rimaszombat, 1851. május 26. – Nyíregyháza, 1915. december 19.) evangélikus lelkész, főgymnaisumi tanár, irodalomtörténész, útleíró.

## Élete
Rimaszombatban (Gömör megye) született. A bölcseleti és theologiai tudományokat Pozsonyban hallgatta, ahol lelkészi és 1875-ben tanári oklevelet nyert. 1874. január 15-én hívták hivatott meg Nyíregyházára segédlelkésznek és ugyanazon év augusztusában választották meg főgymnasiumi helyettes tanárnak. 1876 szeptemberétől óta a főgymnasium rendes tanára és kétszer igazgatója is volt az intézetnek. 1888-ban beutazta Németországot; 1894-ben báró Eötvös Loránd kultuszminister támogatásával Olaszországban tett tanulmányutat. 1876-tól tagja a városi képviseletnek, 1877-től Szabolcs vármegye törvényhatóságának; hosszú időn át a nyíregyházi egyház- és iskolatanácsnak tagja; az árvaházat és nőipariskolát fenntartó jótékony nőegylet ügyvezető titkára. 1890. január 6-tól óta a polgári olvasóegylet elnöke.

## Művei

### Folyóiratcikkek
Cikkei a nyiregyházi ág. hitv. evang. főgymnasium Értesítőjében (1880. P. Ovidius Naso két költői levele Pontus mellől: A feleséghez I, k. 5. és Severushoz II, k. 9. magyar fordításban, 1884. A jó tett jutalma. 1895. Nápoly és környéke, ism. Egy. Philol. Közlöny. XX.)

### Önálló művei
- 1. Római irodalomtörténet. A gymnasiumok felsőbb osztályai számára és magánhasználatra. Nyiregyháza, 1888. (Ism. Evang. Egyház és Iskola, Egyet. Philol. Közlöny 1889. Javított és bőv. kiadás. Bpest, 1893. Ism. Egyet. Philol. Közlöny 1894.)
- 2. Emlékbeszéd Magyarország ezeréves fennállásának ünnepélyén 1896. máj. 9. a nyiregyházi ág. hitv. evang. főgymnasiumi ifjuság előtt. Nyiregyháza, 1896.
- 3. A nyiregyházi polgári olvasóegyletnek 1896. szept. 6. tartott millenniumi ünnepélyes közgyűlésén ... által elmondott ünnepi beszéd. Ugyanott, 1896. (A Ruzsa Endre által írt polg. olvasó-egyletnek történetével együtt.)
- 4. Fel a Vezuvra. Uo.